# Otto Ursprung
Otto Ursprung (* 16. Januar 1879 in Günzlhofen; † 14. September 1960 in Schondorf am Ammersee) war ein deutscher Musikwissenschaftler.

## Leben
Ursprung studierte Philosophie und Theologie an der Theologischen Hochschule Freising und der Universität München und wurde 1904 zum Priester geweiht. Anschließend studierte er Musik und Musikwissenschaft bei Adolf Sandberger und Theodor Kroyer; er promovierte 1911 mit einer Dissertation über Jacobus de Kerle. Von 1912 bis 1926 wirkte er in München an der Theatinerkirche St. Kajetan, dann bis 1940 an der Allerheiligen-Hofkirche und lehrte als Honorarprofessor von 1932 bis 1949 Musikgeschichte an der Universität München. Sein Nachlass befindet sich in der BSB München.
Ab 1908 war er Mitglied der katholischen Studentenverbindung KDStV Aenania München.

## Schaffen
Er gehörte zu den bedeutendsten katholischen Kirchenmusikforschern seiner Zeit, wobei er besonders von seiner Verbindung von musikwissenschaftlicher und theologischer Ausbildung profitierte. Weiterhin leistete er einen bedeutenden Beitrag zur Erschließung der Musikgeschichte Münchens.

## Werke
- Restauration und Palestrina-Renaissance in der katholischen Kirchenmusik der letzten zwei Jahrhunderte: Vergangenheitsfragen und Gegenwartsaufgaben. Filser, Augsburg 1924.
- Münchens musikalische Vergangenheit: von der Frühzeit bis zu Richard Wagner. Bayerland, München 1927.
- Die katholische Kirchenmusik. Athenaion, Potsdam 1931.